# Дом на изкуствата и печата
Домът на изкуствата и печата е била сграда за културна дейност в Пловдив през 1930-те и първата половина 1940-те години в Пловдив. По това време в Дома се провеждат почти всички културни изяви на пловдивската интелигенция в областта на музиката, театъра, литературата, изобразителното изкуство, просветата и науката. Днес сградата се използва от Радио Пловдив.

## История
През лятото на 1923 г. група пловдивски творци, интелектуалци и общественици взема решение за създаването на дружество „Дом на изкуствата и печата“ в града. През март същата година е открит филиал на софийския Дом на изкуствата и печата във Варна.
Между инициаторите на основаването на пловдивския дом са почти всички изявени представители на пловдивските артистични среди: композиторите и диригентите Ангел Букорещлиев, Антон Тайнер, Христо Манолов, оперният певец Събчо Събев, музикантите д-р Павел Недков, Спас Софиялиев, Антон Цариградски, Аглая Барзова, Гидали Гидалиев, Филип Славов, Миню Кацаров, журналистите Васил Павурджиев, д-р Александър Пеев, художниците Цанко Лавренов, Христо Станчев, Симеон Велков, адвокат Стоян Атанасов и др. За председател на Дома на изкуствата избират писателя Николай Райнов, по това време главен библиотекар на Народната библиотека в Пловдив, подпредседател е Петър Караджиев, един от основателите на Пловдивското музикално училище и на Пловдивската общинска опера.
През 1926 г. дружеството има 120 члена. Основната му цел е чрез сказки, концерти и изложби да насърчава хората на изкуството и да подкрепя всяка инициатива в областта на културата. По това време то разполага със салон с читалня, сбирка от художествени картини и библиотека.
Вторият силен трус на Чирпанското земетресение от 1928 г. унищожава една трета от сградите в Пловдив. Съпругата на известния чешки художник Алфонс Муха и главният редактор на чешкия вестник „Народни листи“ Владимир Сис провеждат компания за събиране на помощи в Чехия и ги даряват на Пловдив с идеята с парите да се построи къща за семейството на останал без дом след земетресението журналист. На 26 август 1929 г. Владимир Сис посещава Пловдив и предоставя сумата от 160 000 чешки крони на Пловдивската община за построяване на къща на видно място в града, която да носи името „Народни листи“. По-късно е възникнала идея сумата да се употреби за строителството на общ дом на пловдивската интелигенция. Изпратено било съгласувателно писмо до дарителя, включил се и българският пълномощен министър в Прага Борис Вазов, който се застъпил пред Владимир Сис за решението и предложението на Пловдивската община.
През 1929 г. Пловдивската община започва да строи сграда за Дома на общинска земя в подножието на Сахат тепе. Сградата е построена за 2 – 3 години с безвъзмездния труд на трима пловдивски архитекти Христо Пеев, Васил Златарев и Никола Овчаров. През 1936 и 1938 г. в нея се провеждат съвместни изложби на Златю Бояджиев и Владимир Рилски.
През 1944 г. сградата става кино „Култура“. На 23 февруари 1962 г. в сградата е настанено Радио Пловдив. След 1944 г. сградата е преустроявана няколко пъти.